# Luke Tait
Pas d'image ? Cliquez ici

a Compétitions nationales et continentales officielles uniquement.

b Matchs officiels uniquement.
Luke Tait, né le 26 octobre 1981 à Barrie, Ontario, au (Canada), est un joueur de rugby à XV, qui joue avec l'équipe du Canada évoluant comme deuxième ligne (2.03 m pour 104 kg).
Son frère, John Tait, a été également international de rugby à XV, jouant pour les Cardiff Blues au plus haut niveau européen.

## Carrière

### En club
- Ospreys  Pays de Galles
- 2005-2006 : Rugby Parme  Italie
- 2006-2007 : UA Gaillac  France
- 2007- 2010 : Stade montois  France
- 2010 - : Canada

## Statistiques
Luke Tait compte vingt sélections en équipe du Canada  entre le 25 mai 2005, à l’occasion d’un match contre l'équipe des États-Unis et le 5 juin 2010 contre l'Uruguay.
Il participe à une édition de la coupe du monde, en 2007 où il dispute trois rencontres, face au pays de Galles, les Fidji et l'Australie.